# Distretto di Pimentel
Il distretto di Pimentel è uno dei venti distretti della provincia di Chiclayo, in Perù. Si trova nella regione di Lambayeque e si estende su una superficie di 66,53 chilometri quadrati.

Istituito il 18 ottobre 1920, ha per capitale la città di Pimentel; nel censimento 2005 contava 29.622 abitanti.